# Hoppets här (Finland)
Hoppets här (finska: Toivonliitto) var en finländsk nykterhetsklubb för skolbarn. 
Nykterhetsföreningar för barn, grundade efter engelsk förebild, uppstod kring sekelskiftet 1900 i stort antal, de första redan 1884 (Åbo) och 1887 (Vasa). Benämningen Hoppets här togs i bruk 1894. För inträde i en Hoppets här-klubb krävdes länge avgivande av nykterhetslöfte, men detta avskaffades 1955.
Hoppets här-verksamheten bedrevs på finskt håll främst av Suomen opettajain raittiusliitto (grundat 1906, 1964 omdöpt till Raittiuskasvatusliitto), som hade sitt huvudsakliga verksamhetsfält i folkskolorna. Den hade sin största utbredning på 1940- och 1950-talen, men stagnerade sedan den övriga klubbverksamheten i skolorna blivit mångsidigare. Inom Finlands svenska nykterhetsförbund, där Hoppets här-klubbarna utgjorde barnavdelningar vid lokalföreningarna, avstannade Hoppets här-arbetet på 1950-talet. I samband med grundskolans införande omorganiserades även arbetet med nykterhetsklubbarna.